# Fagnon
Fagnon est une commune française située dans le département des Ardennes, en région Grand Est.

## Géographie

### Hydrographie
La commune est dans le bassin versant de la Meuse au sein du bassin Rhin-Meuse. Elle est drainée par le ruisseau des Rejets,.

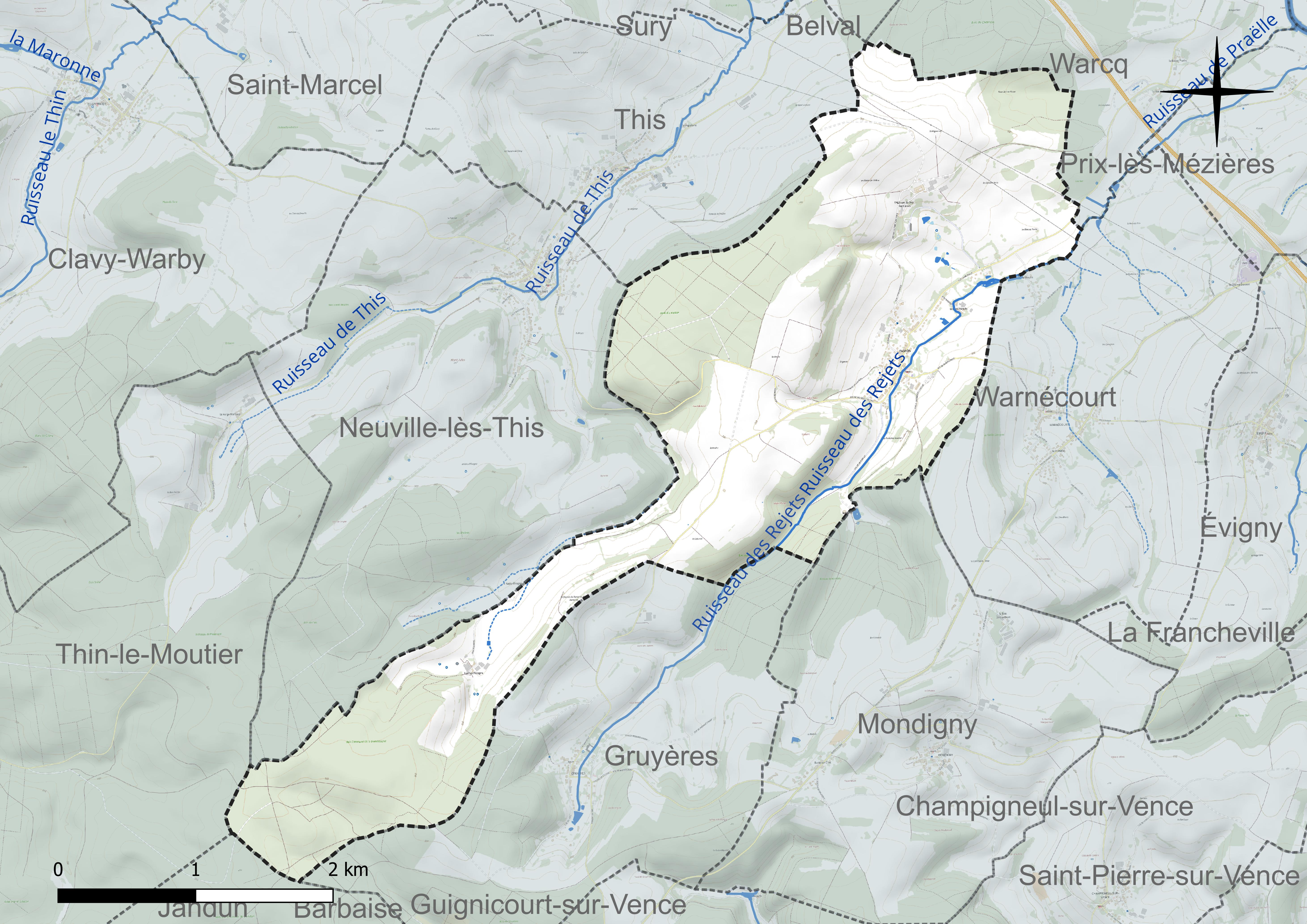
Réseau hydrographique de Fagnon.

### Climat
Pour des articles plus généraux, voir Climat du Grand Est et Climat des Ardennes.
En 2010, le climat de la commune est de type climat de montagne, selon une étude du Centre national de la recherche scientifique s'appuyant sur une série de données couvrant la période 1971-2000. En 2020, Météo-France publie une typologie des climats de la France métropolitaine dans laquelle la commune est exposée à un climat océanique altéré et est dans une zone de transition entre les régions climatiques « Nord-est du bassin Parisien » et « Lorraine, plateau de Langres, Morvan ».
Pour la période 1971-2000, la température annuelle moyenne est de 10 °C, avec une amplitude thermique annuelle de 15,4 °C. Le cumul annuel moyen de précipitations est de 950 mm, avec 13,9 jours de précipitations en janvier et 9,6 jours en juillet. Pour la période 1991-2020, la température moyenne annuelle observée sur la station météorologique de Météo-France la plus proche, « Charleville-Méz. », sur la commune de Charleville-Mézières à 7 km à vol d'oiseau, est de 9,9 °C et le cumul annuel moyen de précipitations est de 928,4 mm. 
La température maximale relevée sur cette station est de 39,2 °C, atteinte le 25 juillet 2019 ; la température minimale est de −17,5 °C, atteinte le 1er janvier 1997,,.
Les paramètres climatiques de la commune ont été estimés pour le milieu du siècle (2041-2070) selon différents scénarios d'émission de gaz à effet de serre à partir des nouvelles projections climatiques de référence DRIAS-2020. Ils sont consultables sur un site dédié publié par Météo-France en novembre 2022.

## Urbanisme

### Typologie
Au 1er janvier 2024, Fagnon est catégorisée commune rurale à habitat dispersé, selon la nouvelle grille communale de densité à 7 niveaux définie par l'Insee en 2022.
Elle est située hors unité urbaine. Par ailleurs la commune fait partie de l'aire d'attraction de Charleville-Mézières, dont elle est une commune de la couronne,. Cette aire, qui regroupe 132 communes, est catégorisée dans les aires de 50 000 à moins de 200 000 habitants,.

### Occupation des sols
L'occupation des sols de la commune, telle qu'elle ressort de la base de données européenne d’occupation biophysique des sols Corine Land Cover (CLC), est marquée par l'importance des territoires agricoles (55,1 % en 2018), une proportion identique à celle de 1990 (55,1 %). La répartition détaillée en 2018 est la suivante : 
forêts (42,3 %), prairies (30,7 %), terres arables (20,4 %), zones agricoles hétérogènes (4 %), zones urbanisées (2,6 %). L'évolution de l’occupation des sols de la commune et de ses infrastructures peut être observée sur les différentes représentations cartographiques du territoire : la carte de Cassini (XVIIIe siècle), la carte d'état-major (1820-1866) et les cartes ou photos aériennes de l'IGN pour la période actuelle (1950 à aujourd'hui).

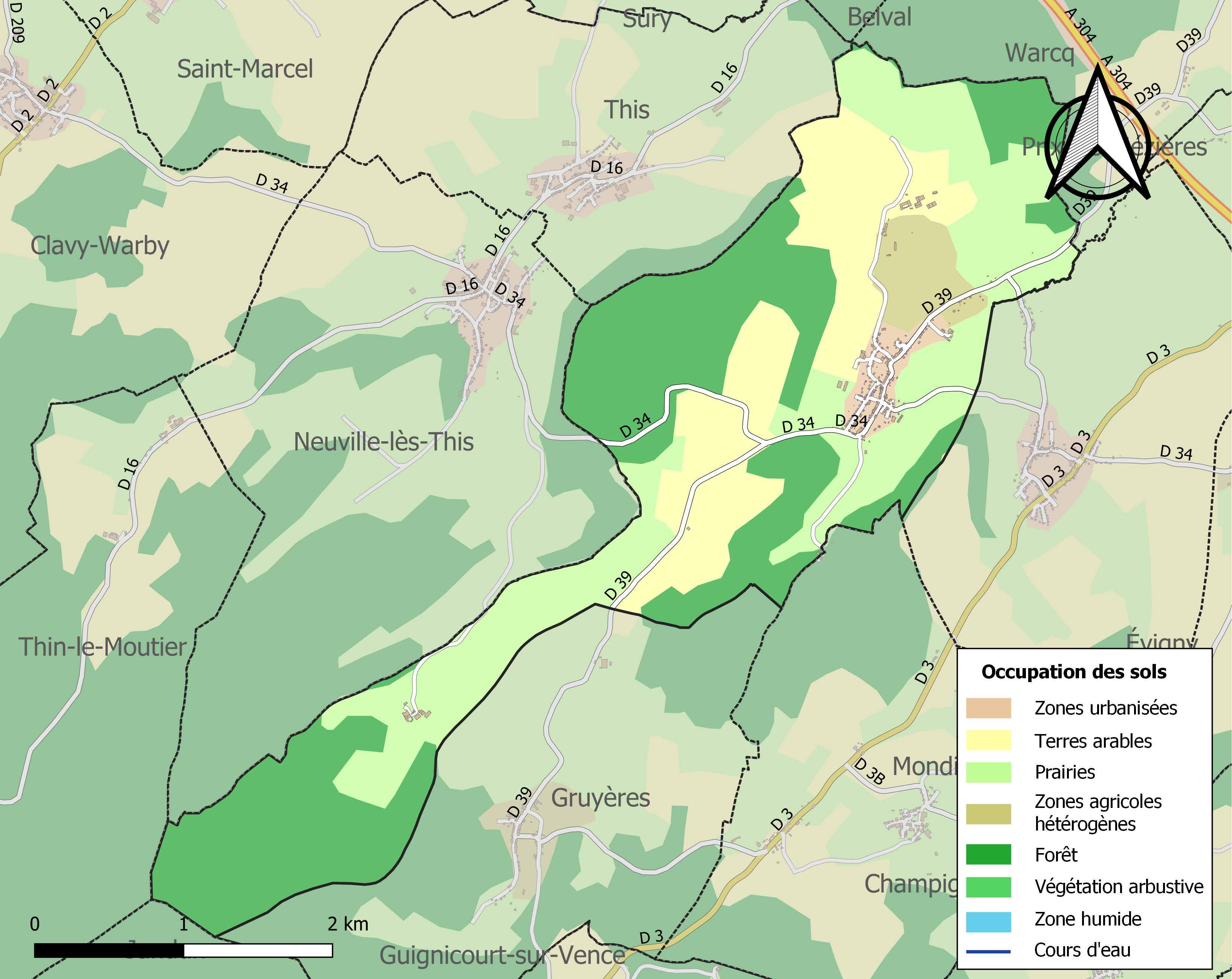
Carte des infrastructures et de l'occupation des sols de la commune en 2018 (CLC).

## Toponymie
Le nom de la localité est attesté sous la forme Fanium en 1066.
De l'oïl fagne « marais bourbeux », avec le suffixe diminutif -on : « petit marais bourbeux ».

## Politique et administration
| Période                                  | Période        | Identité                    | Étiquette | Qualité                  |
| ---------------------------------------- | -------------- | --------------------------- | --------- | ------------------------ |
| avant 1875                               | après 1876     | Courtehou                   |           |                          |
| vers 1877                                |                | Eugène René Lainé           |           |                          |
| 1939                                     | 1940           | Jean Vendroux               |           | Frère d'Yvonne de Gaulle |
| 1944                                     | 1956 (décès)   | Jean Vendroux               |           |                          |
| 1956                                     | 1965           | Jean Arens                  |           |                          |
| 1965                                     | 1971           | Madeleine Vendroux          |           | Épouse de Jean Vendroux  |
| 1971                                     | 1995           | Marcel Civade               |           |                          |
| mars 1995                                | † janvier 1998 | Jacques Mathot              | DVD       |                          |
| 1998                                     | 2001           | Jeannine Roussia            |           |                          |
| 2001                                     | 2008           | Philippe Marage (1946-2021) |           | Avocat                   |
| mars 2008                                | 2014           | Gérard Guillin              |           |                          |
| mars 2014                                | juillet 2020   | Daniel Martinot             |           |                          |
| juillet 2020                             | En cours       | Coralie Durand,             |           | Agent EDF                |
| Les données manquantes sont à compléter. |                |                             |           |                          |

## Démographie
L'évolution du nombre d'habitants est connue à travers les recensements de la population effectués dans la commune depuis 1793. Pour les communes de moins de 10 000 habitants, une enquête de recensement portant sur toute la population est réalisée tous les cinq ans, les populations de référence des années intermédiaires étant quant à elles estimées par interpolation ou extrapolation. Pour la commune, le premier recensement exhaustif entrant dans le cadre du nouveau dispositif a été réalisé en 2008.

En 2022, la commune comptait 341 habitants, en évolution de +2,4 % par rapport à 2016 (Ardennes : −2,97 %, France hors Mayotte : +2,11 %).
| 1793 | 1800 | 1806 | 1821 | 1831 | 1836 | 1841 | 1846 | 1851 |
| ---- | ---- | ---- | ---- | ---- | ---- | ---- | ---- | ---- |
| 200  | 231  | 244  | 269  | 297  | 306  | 315  | 312  | 305  |

| 1866 | 1872 | 1876 | 1881 | 1886 | 1891 | 1896 | 1901 | 1906 |
| ---- | ---- | ---- | ---- | ---- | ---- | ---- | ---- | ---- |
| 300  | 284  | 317  | 300  | 291  | 249  | 240  | 222  | 231  |

| 1911 | 1921 | 1926 | 1931 | 1936 | 1946 | 1954 | 1962 | 1968 |
| ---- | ---- | ---- | ---- | ---- | ---- | ---- | ---- | ---- |
| 219  | 178  | 211  | 213  | 179  | 176  | 178  | 190  | 189  |

| 1975 | 1982 | 1990 | 1999 | 2006 | 2008 | 2013 | 2018 | 2022 |
| ---- | ---- | ---- | ---- | ---- | ---- | ---- | ---- | ---- |
| 212  | 282  | 334  | 345  | 356  | 359  | 327  | 350  | 341  |

## Culture locale et patrimoine

### Lieux et monuments
- Abbaye Notre-Dame-de-Sept-Fontaines inscrite au titre des monuments historiques en 1980[23].
- Église Saint-Nicaise de Fagnon.
- Lavoir.

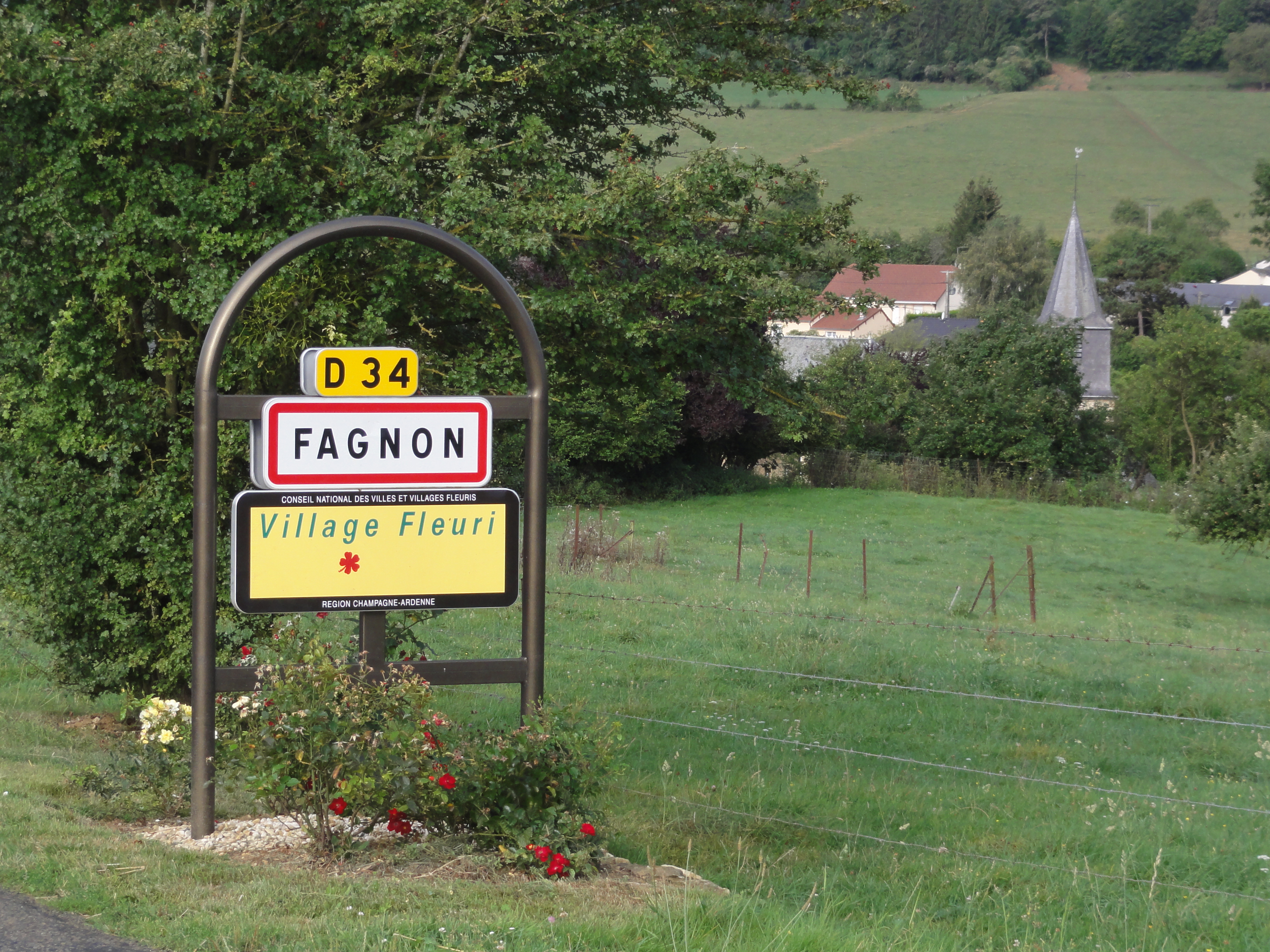
Entrée de Fagnon.
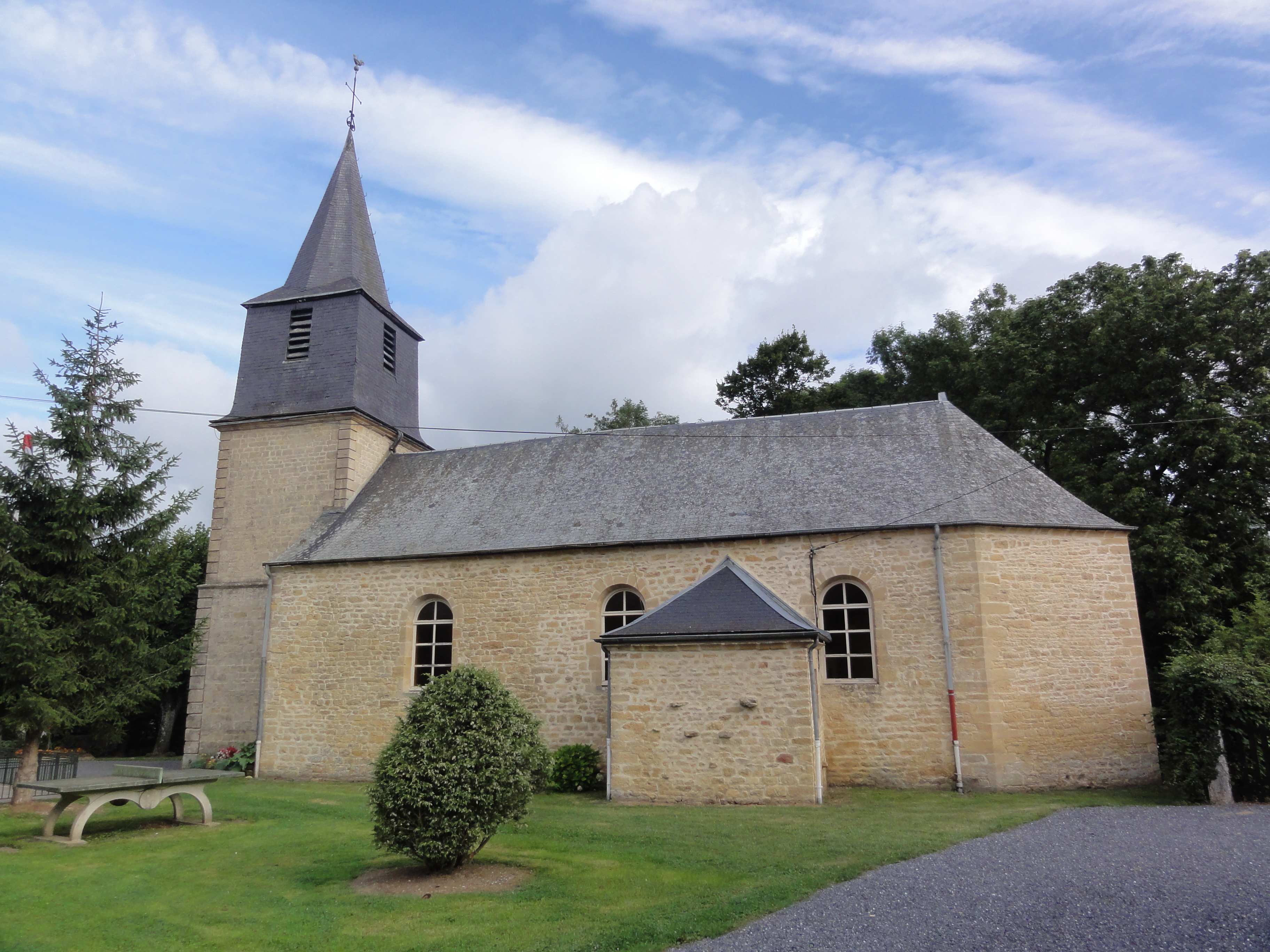
Église de Fagnon.
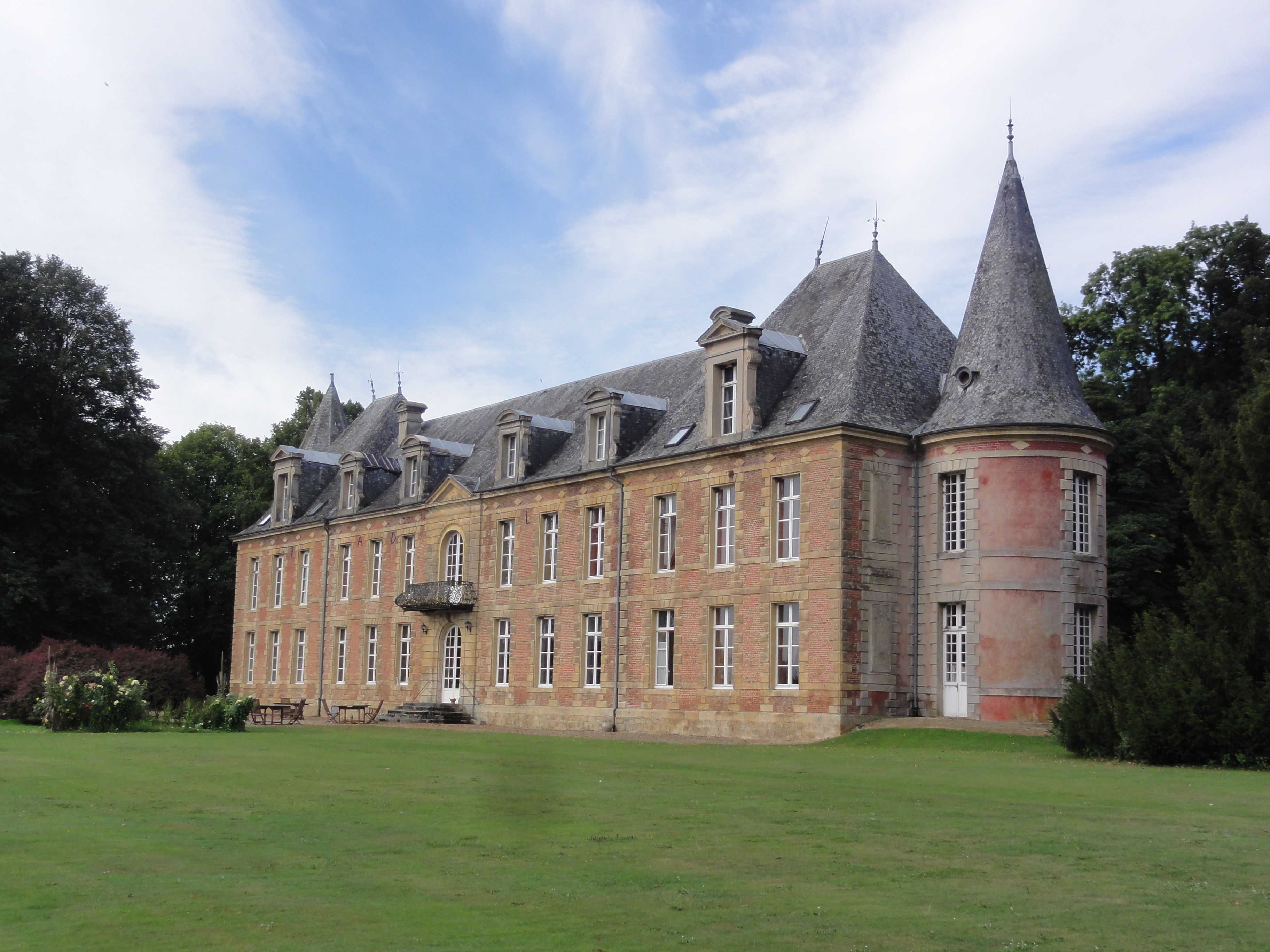
Abbaye Notre-Dame-de-Sept-Fontaines.
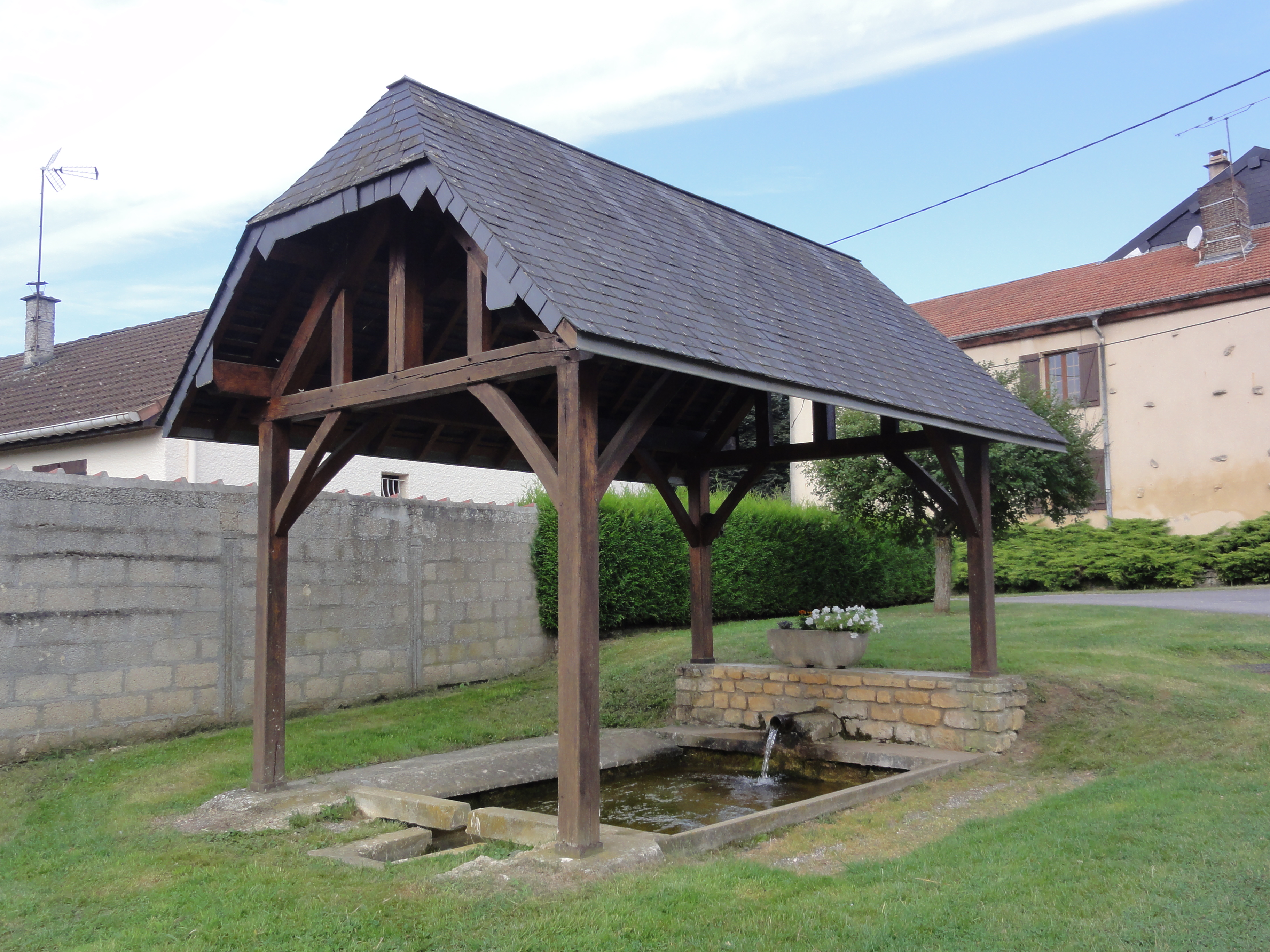
Lavoir.
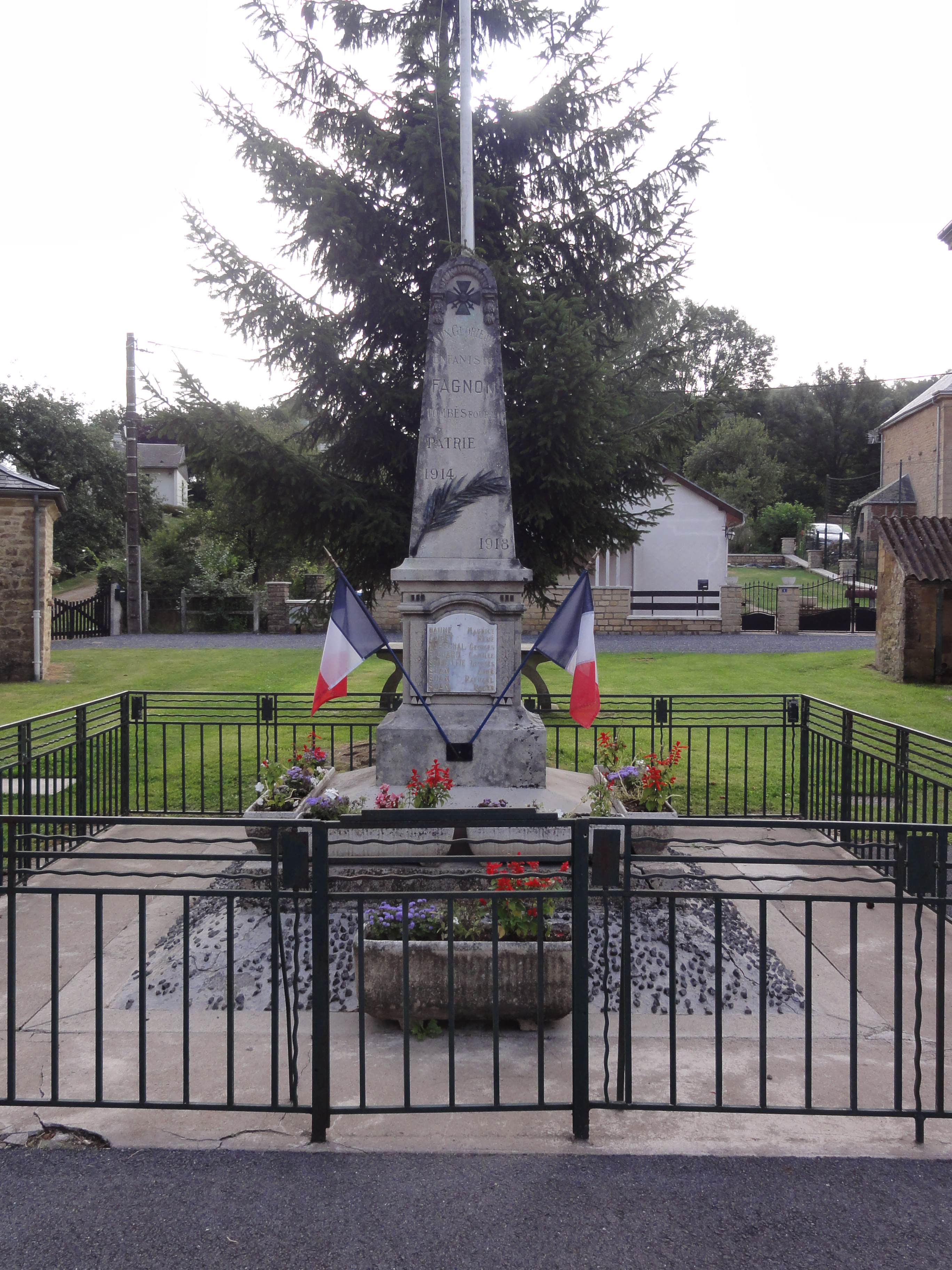
Monument aux morts.

### Personnalités liées à la commune
Le sculpteur français Aristide Croisy, né à Fagnon le 31 mars 1840, y est mort le 7 novembre 1899.

### Héraldique
| Blason de Fagnon | Blason  | D'azur à la croix d'argent ; à la bordure du même ; au chef d'azur chargé d'un lion issant d'argent. |
| Blason de Fagnon | Détails | Le statut officiel du blason reste à déterminer.                                                     |